# Sanana
Isla Sanana (en indonesio: Pulau Sanana; anteriormente llamada xulla Besi) es una isla, parte del grupo de las islas Sula, que a su vez forma parte de las islas Molucas en Indonesia.
Sanana se encuentra en las coordenadas geográficas 02°12′00″S 125°55′0″O / -2.20000, -125.91667, al sur de la isla Mangole. La superficie de la isla es de 558 km². Las otras islas más grandes de las Sula son Taliabu y Mangole.
El aeropuerto de Sanana está vinculado a Ternate y Ambon por la compañía Trigana Air Service.
Como era común en las Molucas en ese momento, Sanana sufrió graves tensiones étnico-religiosas entre musulmanes y cristianos durante el año 1999.